# 那不勒斯 (犹他州)
那不勒斯（英文：Naples），是美国犹他州尤因塔县下属的一座城市。建市于 1878年，面积大约为6.6平方英里（17平方公里），海拔约为5,230英尺（1,590米）。根据2010年美国人口普查，该市有人口1,755人。